# سان میگل
سان میگل (به انگلیسی: San Miguel) شرکت هلدینگ خوشه‌ای فیلیپینی است، که در زمینه تولید مواد غذایی و لبنیات، انواع نوشیدنی و آبجو فعالیت می‌کند، این شرکت همچنین از طریق مالکیت شرکت‌های پترون و هواپیمایی فیلیپین، در حوزه‌های تولید نفت خام، گاز طبیعی و محصولات پتروشیمی، همچنین ارائه خدمات هواپیمایی و هوانوردی فعالیت می‌کند.
شرکت سان میگل در سال ۱۸۹۰ توسط انریکه ماریا بارتو دی‌کازا تأسیس شد و در حال حاضر دارای بیش از ۱۰۰ کارخانه تولیدی در کشورهای هنگ کنگ، چین، اندونزی، ویتنام، فیلیپین، تایلند، مالزی و استرالیا می‌باشد و جزء ۱۰ تولید کننده آبجو در جهان به‌شمار می‌آید.
دفتر مرکزی این شرکت در شهر مانیل، فیلیپین قرار دارد و بخشی از سهام آن در بازار بورس اوراق بهادار فیلیپین معامله می‌شود. شرکت سان میگل هم‌اکنون بزرگترین شرکت آسیای جنوب شرقی است.